# Šakal (1997.)
Šakal (eng. The Jackal) je triler iz 1997. godine u režiji Michaela Catona-Jonesa, a glavne uloge igraju Bruce Willis i Richard Gere.
Film je obrada filma Šakalov dan snimljenog 1973. prema romanu Fredericka Forsytha, a zanimljivo je da je u njegovoj produkciji sudjelovalo sedam produkcijskih kuća iz čak pet država (dvije iz SAD-a i Japana, te po jedna iz Francuske, Njemačke i Velike Britanije).

## Radnja
Priča počinje zajedničkom akcijom FBI-ja i ruske policije u pokušaju uhićivanja mafijaša Ghazzija Murada. Tijekom akcije suradnica ruske policije, bojnica Valentina Koslova, biva ga prisiljena ubiti nakon što je napadne i njegov brat Terek je odlučan u namjeri da osveti njegovu smrt. Unajmljuje Šakala, jednog od najtraženijih svjetskih ubojica čiji je stvarni identitet nepoznat, da ubije FBI-jevog direktora Donalda Browna. S namjerom sprječavanja tog događaja, FBI-jevci iz zatvora izvlače irskog terorista Declana Mulqueena jer pretpostavljaju da je upravo on jedina osoba koja im može pomoći da identificiraju Šakala, jer mu je bio suprotstavljen u prošlosti. No, problem leži u činjenici da Šakal neprestano mijenja svoj izgled, a jedan od ruskih suradnika FBI-ja ga informira o njihovim saznanjima. Nakon što se Šakal ušulja u kuću Declanove bivše djevojke Isabelle ubivši dvojicu FBI-jevih agenata i Valentinu Koslovu, Declan dolazi do zaključka da stvarna Šakalova meta nije direktor FBI-ja, kao što su mislili, već Prva dama SAD-a, koja će biti prisutna na otvorenju nove bolnice u Washingtonu.